# Raşit Meredow
Raşit Öwezgeldiýewiç Meredow (ur. 1960 w Aszchabadzie) – turkmeński polityk i dyplomata, od 7 lipca 2001 minister spraw zagranicznych Turkmenistanu, od 17 lutego 2007 wicepremier. Członek Demokratycznej Partii Turkmenistanu.